# Tamla Kari
Tamla Kari, nata Tamla Cummins (Coventry, 27 luglio 1988), è un'attrice britannica.

## Biografia
Nata a Coventry, nel West Midlands, ha frequentato la Wyken Croft and Earlsdon Primary Schools e più tardi la Westwood School and Community College. Ha frequentato inoltre il Drama Centre London.

## Carriera
Nel 2011, Tamla ha recitato nel film Finalmente maggiorenni, nel ruolo di Lucy, che ha ricoperto anche nel sequel The Inbetweeners 2 del 2014.
In televisione ha debuttato nel 2012 nella quarta stagione della serie televisiva Being Human. Nello stesso anno è apparsa nella seconda stagione della serie televisiva Silk e in Cuckoo.
Nel 2013 è apparsa nella prima stagione della sitcom The Job Lot; mentre nel 2014 interpreta Constance Bonacieux nella serie televisiva inglese The Musketeers, basata sul celebre romanzo I tre moschettieri di Alexandre Dumas.

## Filmografia

### Cinema
- Finalmente maggiorenni (The Inbetweeners Movie), regia di Ben Palmer (2011)
- The Inbetweeners 2, regia di Damon Beesley e Iain Morris (2014)

### Televisione
- Being Human - serie TV, 2 episodi (2012)
- Silk - serie TV, episodio 2x03 (2012)
- Cuckoo - serie TV, 6 episodi (2012)
- The Job Lot - serie TV, 6 episodi (2013)
- The Musketeers - serie TV, 26 episodi (2014-2016)
- Harry Palmer - Il caso Ipcress (The Ipcress File) – miniserie TV, 2 puntate (2022)